# Australian Open 2014 - Doppio leggende maschile

## Tabellone

### Legenda
| - Q = Qualificato - WC = Wild card - LL = Lucky loser | - ALT = Alternate - SE = Special Exempt - PR = Protected Ranking | - w/o = Walkover - r = Ritirato - d = Squalificato |

### Finale
|  | Finale                         |                                |   |   |      |  |
|  |                                |                                |   |   |      |  |
|  | Todd Woodbridge Mark Woodforde | Todd Woodbridge Mark Woodforde | 4 | 6 | [13] |  |
|  | Jonas Björkman Thomas Enqvist  | Jonas Björkman Thomas Enqvist  | 6 | 2 | [11] |  |

### Gruppo Newcombe
|  |                                | Noah Santoro        | Bahrami Pioline     | Woodbridge Woodforde | Cash Wilander       | RR V–P | Set V–P | Game V–P | Posizione |
|  | Yannick Noah Fabrice Santoro   |                     | 6–1, 1–6, [12–10]   | 6–4, 3–6, [9–11]     | 7–6(4), 3–6, [10–6] | 2–1    | 5–5     | 29–30    | 2         |
|  | Mansour Bahrami Cédric Pioline | 1–6, 6–1, [10–12]   |                     | 6–4, 2–6, [9–11]     | 6(2)–7, 6–1, [10–8] | 1–2    | 4–5     | 28–27    | 3         |
|  | Todd Woodbridge Mark Woodforde | 4–6, 6–3, [11–9]    | 4–6, 6–2, [11–9]    |                      | 6–3, 1–6, [10–3]    | 3–0    | 6–3     | 30–26    | 1         |
|  | Pat Cash Mats Wilander         | 6(4)–7, 6–3, [6–10] | 7–6(2), 1–6, [8–10] | 3–6, 6–1, [3–10]     |                     | 0–3    | 3–6     | 30–32    | 4         |

La classifica viene stilata in base ai seguenti criteri: 1) Numero di vittorie; 2) Numero di partite giocate; 3) Scontri diretti (in caso di due giocatori pari merito ); 4) Percentuale di set vinti o di games vinti (in caso di tre giocatori pari merito ); 5) Decisione della commissione.

### Gruppo Roche
|  |                                 | Ferreira Ivanišević | Forget Leconte      | Björkman Enqvist | Eagle Florent       | RR V–P | Set V–P | Game V–P | Posizione |
|  | Wayne Ferreira Goran Ivanišević |                     | 2–6, 7–6(5), [8–10] | 6–4, 3–6, [8–10] | 6(3)–7, 6–1, [7–10] | 0–3    | 3–6     | 30–33    | 4         |
|  | Guy Forget Henri Leconte        | 6–2, 6(5)–7, [10–8] |                     | 3–6, 6(8)–7      | 6–3, 4–6, [10–7]    | 2–1    | 4–4     | 33–31    | 2         |
|  | Jonas Björkman Thomas Enqvist   | 4–6, 6–3, [10–8]    | 6–3, 7–6(8)         |                  | 6–3, 6–4            | 3–0    | 6–1     | 36–25    | 1         |
|  | Joshua Eagle Andrew Florent     | 7–6(3), 1–6, [10–7] | 3–6, 6–4, [7–10]    | 3–6, 4–6         |                     | 1–2    | 3–5     | 25–35    | 3         |

La classifica viene stilata in base ai seguenti criteri: 1) Numero di vittorie; 2) Numero di partite giocate; 3) Scontri diretti (in caso di due giocatori pari merito ); 4) Percentuale di set vinti o di games vinti (in caso di tre giocatori pari merito ); 5) Decisione della commissione.